# Ewa Kuklińska
Ewa Elżbieta Kuklińska (ur. 26 grudnia 1951 w Gdańsku) – polska aktorka, tancerka, choreograf i piosenkarka, współzałożycielka formacji Naya-Naya i Sabat.

## Życiorys
Urodziła się w Gdańsku. Wychowywała się w Szczawnicy Zdroju, gdzie jej ojciec był naczelnym lekarzem i dyrektorem uzdrowiska. Jeden z pacjentów, Jerzy Waldorff, nakłonił jej rodziców, by zapisali córkę do szkoły baletowej w Warszawie, którą ukończyła. Została zaangażowana na trzy lata do Teatru Wielkiego Opery i Baletu. Przez pięć lat tańczyła w najpopularniejszych grupach baletowych Naya-Naya i Sabat. Prywatne lekcje śpiewu pobierała u prof. Olgi Lady. Sztukę estradową doskonaliła na studiach w Paryżu (L'Academie Internationale de la Danse, Schola Cantorum de Paris), jako stypendystka rządu francuskiego.
19 listopada 1977 zadebiutowała jako piosenkarka w programie Telewizji Polskiej Bardzo przyjemny wieczór.
W latach 1979–1997 związana była z Teatrem Syrena w Warszawie, gdzie zagrała w ponad trzydziestu tytułach, kreując główne i znaczące role m.in. w Czarnej Mańce, Szalonych latach, Broadway - róg Litewskiej, Ostrym makijażu - make up i Manierach miłosnych. Jako choreograf przygotowała ponad 15 sztuk, m.in. Sprawę Romana K., Taniec kogutów czy Cafe pod Minogą.
Nagrała kilka płyt oraz koncertowała w Europie, Ameryce Północnej i Australii. Jako piosenkarka, tancerka i aktorka reprezentowała Polskę w programach realizowanych przez telewizje w Hamburgu, Berlinie, Pradze, Belgradzie, Toronto, Chicago i Nowym Jorku.
W TV Polonia prowadziła program Schody, pióra, brylanty. Wzięła udział w ponad 100 widowiskach, takich jak np. Kabaret Starszych Panów, Melodie wielkiego ekranu czy Muzyka lekka, łatwa i przyjemna.
Grała w przedstawieniach impresaryjnych: Dieta cud (2011) Jana Jakuba Należytego w reż. Piotra Dąbrowskiego w warszawskim Teatrze Palladium, Zwariowany komisariat (2013) Leszka Kwiatkowskiego w reż. Zbigniewa Lesienia, Czysta komercja (2014) Katarzyny Wojtaszak w reż. Wojciecha Dąbrowskiego we Wrocławskim Teatrze Komedia oraz Randka w ciemno na dwie pary (2014) Norma Fostera w reż. Mirosława Połatyńskiego w Teatrze Palladium.
1 października 2015 ukazała się książka Anny Morawskiej Twarze depresji, w której Kuklińska opowiedziała o swoim życiu.     
W 1995 otrzymała odznaczenie „Zasłużony Działacz Kultury”.

## Życie prywatne
Trzykrotnie rozwiedziona. Pozostawała także w nieformalnym związku m.in. z aktorem Tomaszem Stockingerem i przedsiębiorcą Arturem Krajewskim.

## Dyskografia
- 1980: Boutique disco
- 1990: My style[10]
- 1993: To ja[10]
- 1996: Chcę szaleć

## Filmografia
- 1971: Nie lubię poniedziałku − członkini zespołu ludowego
- 1977: Nie zaznasz spokoju − choreografka Ewa
- 1978: Hallo Szpicbródka, czyli ostatni występ króla kasiarzy − tancerka Zenia
- 1983: Lata dwudzieste... lata trzydzieste... − Lena
- 1986: Złoty pociąg − Renata, sekretarka Kowalskiego, agentka Niemców
- 1990: Niezłomny z Nazaretu (spektakl telewizyjny) – Herodiada
- 2007: Hela w opałach − ciotka Adela (odc. 28)
- 2009: Niania − sprzedawczyni